# St. Sebastian (Schechingen)

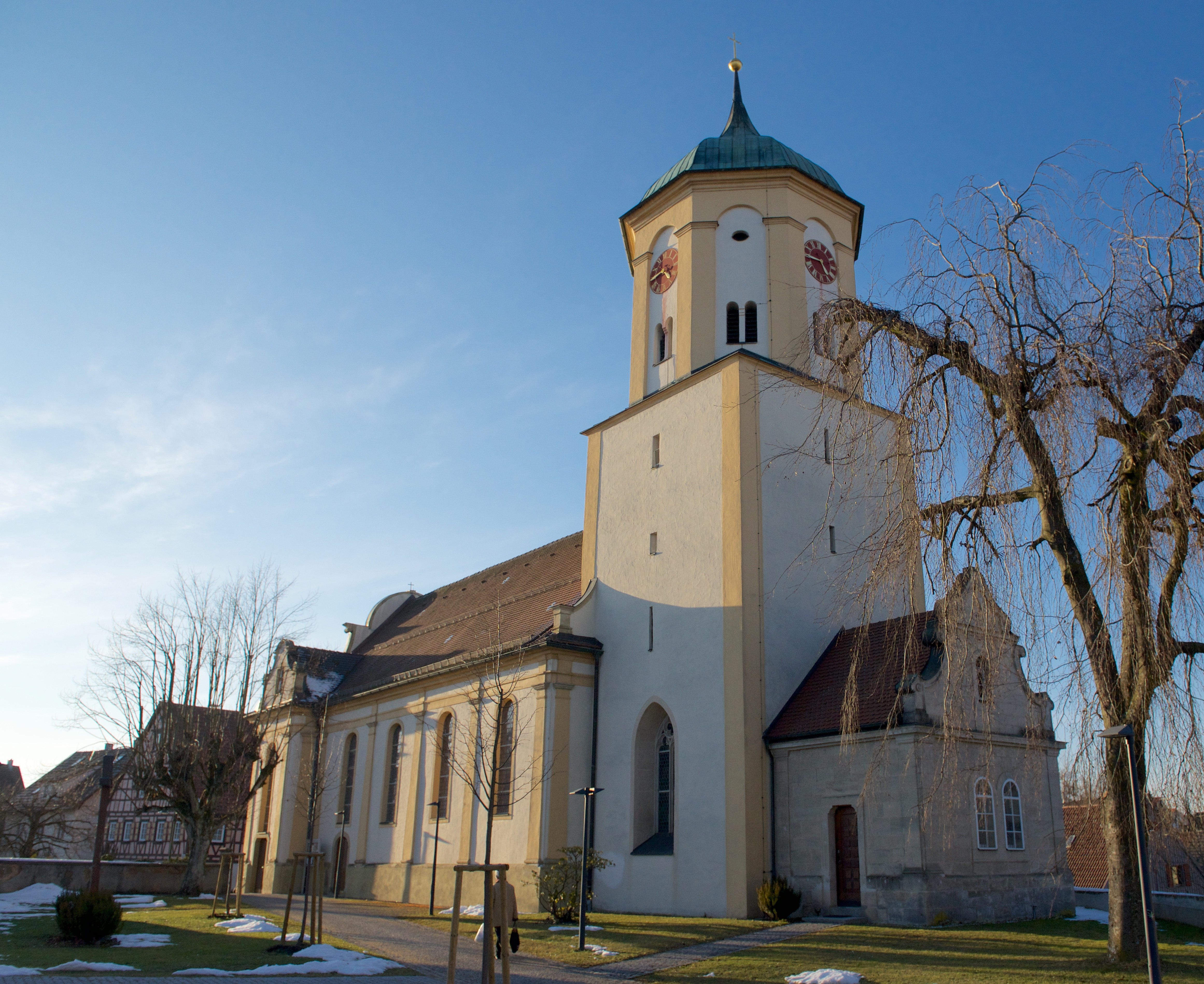
St. Sebastian in Schechingen

Die römisch-katholische Pfarrkirche St. Sebastian ist ein geschütztes Kulturdenkmal nach dem Denkmalschutzgesetz. Sie steht in Schechingen, einer Gemeinde im Ostalbkreis in Baden-Württemberg. Die Kirchengemeinde gehört zum Dekanat Ostalb in der Diözese Rottenburg-Stuttgart. Kirchenpatron ist der Hl. Sebastian.

## Beschreibung
Die romanische Saalkirche wurde 1484 erweitert und 1776/77 barock umgebaut. Sie besteht aus einem  Langhaus, einem Querschiff vor der Apsis im Westen, in dem die Sakristeien untergebracht wurde, und dem Chorturm im Osten, der 1602/04 mit zwei achteckigen Geschossen aufgestockt wurde. Das untere enthält hinter den als Biforien gestalteten Klangarkaden den Glockenstuhl mit den von Bernhart Lachaman der Ältere gegossenen Kirchenglocken. Das obere Geschoss beherbergt die Turmuhr. Um mehr Plätze zu schaffen, wurden 1871/78 der Chor von der Apsis in das Erdgeschoss des Chorturms verlegt und für die Sakristeien ein Anbau an der Ostseite des Chorturms zugefügt. Die Apsis und das Querschiff wurden dann dem Langhaus zugeschlagen.
Im Innenraum des Langhauses wurden 1774 Fresken an der Decke angebracht, auf denen Szenen aus dem Leben des heiligen Sebastian dargestellt sind. Die Kirchenausstattung stammt bis auf eine um 1430 entstandene Pietà aus der Zeit des Barock. Die Orgel wurde 1911 von der Reiser Orgelbau errichtet.